# Neobrachista fasciata
Neobrachista fasciata är en stekelart som beskrevs av Girault 1912. Neobrachista fasciata ingår i släktet Neobrachista och familjen hårstrimsteklar. Inga underarter finns listade i Catalogue of Life.